# Willa Gawrońskich w Warszawie
Willa Gawrońskich (nazwana też pałacykiem Gawrońskich lub pałacykiem Leszczyńskich) – budynek znajdujący się w Warszawie w Al. Ujazdowskich 23.

## Historia

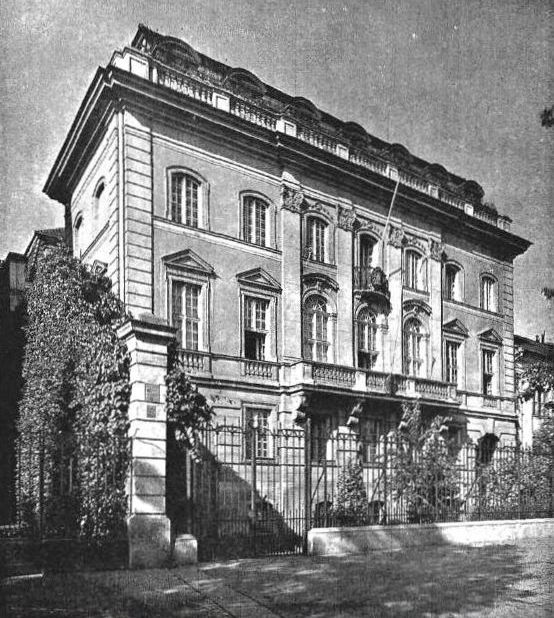
Willa przed 1944

Obiekt powstał w 1924 według projektu Marcina Weinfelda w stylu neobarokowym.
W okresie międzywojennym w pałacyku mieściło się Poselstwo i Konsulat Holenderski (1938–1939) oraz Poselstwo Belgii (1934−1939).
W czasie okupacji znajdowała się tutaj siedziba dowódcy SS i Policji na dystrykt warszawski. 1 lutego 1944 przed budynkiem żołnierze oddziału „Pegaz” Armii Krajowej dokonali udanego zamachu na Franza Kutscherę.
Willa Gawrońskich została spalona w 1944. Po wojnie budynek został odbudowany według projektu Heleny Weinfeld i Szymona Syrkusa, stracił jednak część dekoracji i mansardowy dach. Po odbudowie został przekazany ambasadzie Stanów Zjednoczonych (1948–1953), następnie ambasadzie Jugosławii (1953–2006). Później pałacyk był w rękach rodziny Gawrońskich.
W maju 2024 r. w środku willi odbyła się wystawa NADA Villa Warsaw, będąca wystawą prac sztuki współczesnej z zasobów 44 galerii sztuki z różnych krajów świata. Parę miesięcy później willę zakupili Katarzyna Jordan i Gregory Jankilevitsch. Nowi właściciele tworzą w niej prywatne muzeum sztuki.